# Cantón de Montivilliers
El cantón de Montivilliers era una división administrativa francesa, que estaba situada en el departamento de Sena Marítimo y la región de Alta Normandía.

## Composición
El cantón estaba formado por once comunas:
- Cauville-sur-Mer
- Épouville
- Fontaine-la-Mallet
- Fontenay
- Manéglise
- Mannevillette
- Montivilliers
- Notre-Dame-du-Bec
- Octeville-sur-Mer
- Rolleville
- Saint-Martin-du-Manoir

## Supresión del cantón de Montivilliers
En aplicación del Decreto nº 2014-266 de 27 de febrero de 2014, el cantón de Montivilliers fue suprimido el 22 de marzo de 2015 y sus 11 comunas pasaron a formar parte; nueve del nuevo cantón de Octeville-sur-Mer y dos del nuevo cantón de Le Havre-2.